# Morvillers-Saint-Saturnin
Morvillers-Saint-Saturnin är en kommun i departementet Somme i regionen Hauts-de-France i norra Frankrike. Kommunen ligger i kantonen Poix-de-Picardie som tillhör arrondissementet Amiens. År 2022 hade Morvillers-Saint-Saturnin 376 invånare.

## Befolkningsutveckling
Antalet invånare i kommunen Morvillers-Saint-Saturnin
| Referens: INSEE |